# Diamant brut
Diamant brut is een Franse coming-of-agefilm uit 2024, geschreven en geregisseerd door Agathe Riedinger in haar regiedebuut.

## Verhaal
Liane woont met haar moeder en zusje in Fréjus, aan de Côte d'Azur. Ze is geobsedeerd door haar uiterlijk en droomt ervan beroemd te worden. Ze ziet reality-tv als een mogelijke springplank voor een carrière en reageert daarom op een castingoproep voor een nieuwe realityserie Miracle Island.

## Rolverdeling
| Acteur            | Personage        |
| ----------------- | ---------------- |
| Malou Khebizi     | Liane            |
| Idir Azougli      | Dino             |
| Andréa Bescond    | Sabine           |
| Ashley Romano     | Alicia           |
| Alexis Manenti    | Nathan           |
| Kilia Fernane     | Stéphanie        |
| Léa Gorla         | Carla            |
| Alexandra Noisier | Jessy            |
| Antonia Buresi    | Alexandra Ferrer |

## Productie
Het onderwerp van de film kwam ook voor in Riedingers korte film J'attends Jupiter (2017). Priscilla Bertin en Judith Nora produceren de film via de productiemaatschappij Silex Films.
De filmopnames begonnen op 3 april 2023. De film werd opgenomen tussen Nice en Fréjus.

## Release
Diamant brut ging op 15 mei 2024 in première op het Filmfestival van Cannes in de competitie voor de Gouden Palm.

## Prijzen en nominaties
De belangrijkste:
| Jaar | Prijs                   | Categorie   | Genomineerde(n)  | Uitslag     |
| ---- | ----------------------- | ----------- | ---------------- | ----------- |
| 2024 | Filmfestival van Cannes | Gouden Palm | Agathe Riedinger | Genomineerd |